# Nuevo Zoquiápam
Nuevo Zoquiápam är en kommun i Mexiko.   Den ligger i delstaten Oaxaca, i den sydöstra delen av landet, 400 km sydost om huvudstaden Mexico City. Antalet invånare är 1 486. Arean är 74 kvadratkilometer.
Terrängen i Nuevo Zoquiápam är huvudsakligen kuperad, men åt nordost är den bergig.